# Prestatie per watt

Rendement van rekenkracht, gemeten als watt per MIPS.

Prestatie per watt is in de computerwereld een maatstaf voor het rendement of energie-efficiëntie van een bepaalde computerarchitectuur of computerhardware. Letterlijk meet het de rekensnelheid die door een computer kan worden geleverd voor elke watt aan stroom die wordt verbruikt. Deze snelheid wordt doorgaans gemeten aan de hand van de prestaties op de LINPACK-benchmark bij het vergelijken van computersystemen.
Systeemontwerpers die parallelle computers bouwen, zoals de hardware in datacenters van Google, kiezen processors (CPU) op basis van hun prestaties per watt vermogen, omdat de kosten van de stroomvoorziening opwegen tegen de kosten van de CPU zelf.

## Definitie
De gebruikte prestatie- en stroomverbruikscijfers zijn afhankelijk van de definitie; redelijke prestatiemaatstaven zijn FLOPS, MIPS of de score voor een prestatiebenchmark. Afhankelijk van het doel van de metriek kunnen verschillende metingen van het energieverbruik worden gebruikt; Een metriek kan bijvoorbeeld alleen betrekking hebben op het elektrische vermogen dat rechtstreeks aan een machine wordt geleverd, terwijl een andere al het vermogen omvat dat nodig is om een computer te laten werken, zoals koeling en beheer.
De vermogensmeting is vaak het gemiddelde vermogen dat wordt gebruikt tijdens het uitvoeren van de benchmark, maar er kunnen ook andere metingen van het energieverbruik worden gebruikt, zoals piekvermogen of inactief vermogen.